# التعاون في الاتحاد السوفيتي الذي تحتله ألمانيا

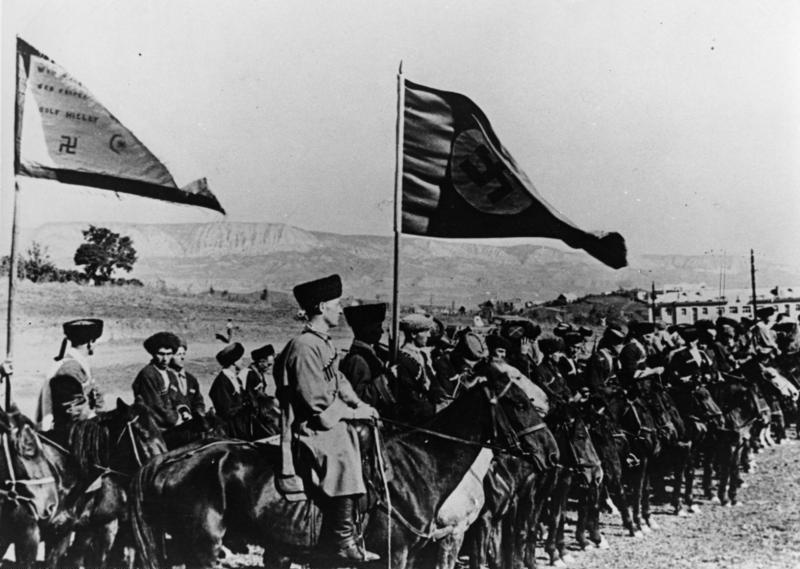
القوزاق في الفيرماخت تحت علم الصليب المعقوف، 1942. جنوب غرب الاتحاد السوفيتي

تواطئت أعداد كبيرة من المواطنين السوفييت من مختلف الأعراق مع ألمانيا النازية خلال الحرب العالمية الثانية. تشير التقديرات إلى أن عدد المتعاونين السوفييت مع الجيش الألماني النازي كان حوالي مليون.

## عواقب الغزو الألماني

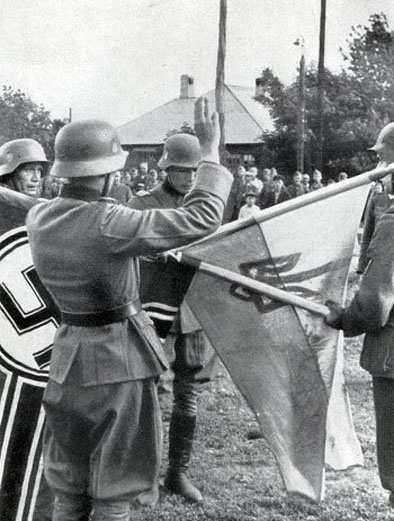
قسم جيش التحرير الأوكراني يمين أدولف هتلر

علم سانت أندرو، استخدمه المتعاونون الروس بشكل متكرر

كان التعاون على نطاق واسع نتيجة هجوم فيرماخت على المواقع السوفيتية خلال عملية بارباروسا عام 1941. كان التعاون على نطاق واسع نتيجة للغزو الألماني للاتحاد السوفيتي عام 1941، عملية بربروسا. كان الشكلان الرئيسيان للتعاون الجماعي في الأراضي التي احتلها النازيون عسكريين بطبيعتهما. تشير التقديرات إلى أن ما بين 600 ألف و1.400.000 سوفييتي (روسي وغير روسي) انضموا إلى قوات الفيرماخت باسم هيويس (أو هيوي) في المراحل الأولى من بارباروسا، بما في ذلك 275 ألف إلى 350 ألف من المتطوعين والمجندين "المسلمين والقوقازيين، قبل التنفيذ اللاحق للأساليب الإدارية الأكثر قمعية من قبل قوات الأمن الخاصة النازية. تألف ما يصل إلى 20% من القوى العاملة الألمانية في روسيا السوفيتية من مواطنين سوفيتيين سابقين، وكان نصفهم من أصل روسي. تتألف القوات المتعاونة الأوكرانية من حوالي 180 ألف متطوع يخدمون مع وحدات منتشرة في جميع أنحاء أوروبا. كان النوع الثاني من التعاون الجماعي هو التشكيلات الأمنية الأصلية (ذات الأغلبية العرقية الروسية) التي تصل إلى مئات الآلاف وربما أكثر من مليون (250 ألف متطوع في الجحافل الشرقية وحدها). لقد التعاون العسكري - كما كتب أليكس أليكسييف - حدث بأعداد غير مسبوقة حقًا مما يشير إلى أنه، في أكثر الأحيان، كان ينظر إلى الألمان في البداية على أنهم أهون الشرين من قبل السوفيت غير الروس.

## حركة التحرير الروسية
- لجنة تحرير شعوب روسيا
  - جيش التحرير الروسي
- أول جيش وطني روسي
- فيلق الحماية الروسية

## لواء شتورم إس إس رونا

التصحيح الذي يرتديه جنود رونا.

كان لواء شتورم إس إس رونا، الملقب ب «لواء كامينسكي» بعد قائده، SS-Brigadefuhrer برونيسلاف كامينسكي، يشكل قوة متعاونة تشكلت أصلا من وحدة ميليشيا يقودها النازيين في لوكوت ذاتية الحكم، وهي نظام دمية صغير أنشأه الألمان لمعرفة ما إذا كانت حكومة دمية روسية موثوقة. شكّل كامينسكي وزعيم الحكومة كونستانتين فوسكوبوينيك، الذين قتلا على يد الأنصار في عام 1942، وحدة قوامها 10 آلاف إلى 15 ألف. ومع تقدم الجيش الأحمر، اضطرت قوات كامينسكي إلى التراجع إلى بيلاروس، ثم إلى بولندا في عام 1944. هناك، أعيد تنظيم رونا في لواء SS، ومعظمهم كانوا من الروس، والباقي ضم عرقيات سوفيتية أخرى بما في ذلك الأوكرانيين والبيلاروسيين والأذربيجانيين. في أغسطس، تم إرسال 1700 جندي من اللواء بقيادة الرائد يوري فرولوف إلى وارسو لقمع انتفاضة. خلال ذلك، أصبحت قوات رونا سيئة السمعة بسبب فظائعها، وارتكابها القتل والاغتصاب والسرقة. وبحسب ما ورد غادر البعض منطقة القتال بعربات مليئة بالبضائع المسروقة. فُقد حوالي 400 جندي في القتال، بما في ذلك فرولوف.
في نهاية أغسطس، قُتل برونيسلاف كامينسكي. كان موته محاطًا بالغموض، بينما تشير السجلات الرسمية إلى أنه قتل على يد أنصار بولنديين، لكن يُعتقد أن كامينسكي قد أعدم من قبل قوات الأمن الخاصة. يعتقد أن الأسباب هي جرائم الحرب التي ارتكبتها وحدته و / أو بعد أن دعم هاينريش هيملر جيش التحرير الروسي للجنرال أندري فلاسوف، أراد القضاء على منافس محتمل. تم تشكيل ما تبقى من اللواء إلى فرقة SS Waffen Grenadier التاسعة والعشرون "رونا"، والتي تم حلها في نوفمبر 1944. تم إرسال أفرادها المتبقين البالغ عددهم 3000-4000 للانضمام إلى جيش فلاسوف.

## الصحف
- Dobrovoletz ( Der Freiwillige) - وحدات المتطوعين الروس
- 'Novoye Slovo (بالعربية: الكلمة الجديدة) - الأخبار السياسية الرسمية لأندريه فلاسوف، في برلين